# Rongshui
Rongshui är ett autonomt härad för miaofolket som lyder under Liuzhous stad på prefekturnivå i den autonoma regionen Guangxi i sydligaste Kina.